# Viaducte de Porta
El Viaducte de Porta sobre el Riu de Querol és un pont de pedra de 158 metres de llarg construït el 1912 per al pas de la línia ferroviària de la SNCF de Tolosa a Puigcerdà, aleshores pertanyent a la Compagnie des chemins de fer du Midi. És en el terme comunal de Porta, de l'Alta Cerdanya, a la Catalunya del Nord.
És a prop al sud del poble de Porta, a ponent de la carretera N-20. Va entrar en servei el 1925 i va ser inscrit com a monument històric el 1964.